# Tre giorni son che Nina
Tre giorni son che Nina (gängige verkürzende Alternativtitel sind Tre giorni oder schlicht Nina) ist eine der berühmtesten Arien der neapolitanischen Barockoper. Im Unterschied zu den weitaus meisten übrigen Stücken dieses Genres blieb das vermutlich um 1740 entstandene Tre giorni auch im Lauf des 19. und 20. Jahrhunderts eine beliebte, oft interpretierte und bearbeitete Repertoirenummer.
Die Arie wird häufig und in mitunter recht spekulativer Weise als Vorbild für musikalisch oder textlich ähnliche Werke ganz unterschiedlicher Komponisten angeführt, darunter etwa Max Bruchs Arrangement des jüdischen Gebetsgesangs Kol Nidrei, op. 47, oder Paul McCartneys Pop-Balladen Yesterday und Michelle. Als Komponist der Arie wird auf kommerziellen Notenausgaben von den Musikverlagen zumeist der vergleichsweise bekannte Giovanni Battista Pergolesi angegeben, obgleich diese Zuschreibung seit vielen Jahrzehnten höchst umstritten ist.

## Text
Der seit Mitte des 18. Jahrhunderts mit der Arie verbundene Text lautet wie folgt:
```
::{|
```

 | 
 Tre giorni son che Nina

 Aletto se n'esta.

 [Il sonno l'assassina

 Svegliatela, per pietà!]

 Pifferi, cimbali, timpani

 Svegliate mi Ninetta

 Acciò non dorma più!

 [E mentre il sior dottore

 A visitarla va,

 Ninetta, per amore,

 In letto te n'esta.]

 
```
| width="50pt"|
```

 | 
 Drei Tage sind's, da Nina

 Zu Bette niederliegt.

 [Der Schlaf bringt sie zu Tode,

 Um Himmelswillen, weckt sie auf!]

 Pfeifen und Becken und Paukenschall,

 Mein Ninchen wecket auf,

 Damit sie nicht mehr schläft!

 [Und während der Herr Doktor

 Sie zu behandeln kommt,

 Ninetta, mir zuliebe

 Im Bette bleibe Du.]

 
```
|}
```

Die geschilderte Situation – der tief besorgte Liebhaber fleht um die Genesung seiner offensichtlich schwer erkrankten Geliebten – ist ein Topos barocker Dichtung, mit dem das damalige Publikum gut vertraut war. Als Vorbild dient hier der antike Mythos von Orpheus und Eurydike, der im barocken Musiktheater ganz besonders beliebt war.  Die allgemeine Bekanntheit dieses „Affekts“ erklärt auch, warum die Arie in zahlreiche Werke des italienischen Barock versatzstückartig eingearbeitet werden konnte. Diese Vorgehensweise wurde vom Publikum durchaus begrüßt, erschwert aber, wie sich zeigte, im Nachhinein die Identifikation des ursprünglichen Komponisten enorm.
Traditionell wird, wie der Text das nahelegt, die Arie von einer Männerstimme vorgetragen, dem Rollenfach des „jugendlichen Liebhabers“ entsprechend in der Regel ein Tenor. Im Rückgriff auf Elemente der verschiedenen Opern, die die Arie verwenden, wird der Sänger oft als Maler dargestellt, dessen Modell die kranke (oder möglicherweise bereits verstorbene) Nina ist.
Eine vollkommen verbindliche Fassung des Textes hat sich nicht herausgebildet. Einige Passagen werden oft vollständig weggelassen, andere dagegen wiederholt. Üblich ist auch, dass der Text von Sängern, die tatsächlich aus Süditalien stammen (beispielsweise Enrico Caruso), mit mehr oder weniger starkem dialektalen Einschlag vorgetragen wird, während Interpreten, die nicht aus dem Mezzogiorno oder überhaupt aus Italien sind, die Worte eher Standard-Italienisch aussprechen.

## Musik
Da eine Originalversion nicht nachgewiesen werden kann, ist es nicht möglich, sichere Aussagen über die ursprüngliche Tonart oder obligate Begleitfiguren zu treffen. Dass das Tempo langsam sein muss, ergibt sich nicht nur aus der überlieferten Aufführungspraxis, sondern auch aus dem emotionalen Gehalt des Texts. Tre giorni ist also, ähnlich einem Volkslied (für das die Arie tatsächlich oft gehalten wird), praktisch ausschließlich als Melodie überliefert. Dies passt zu der hohen Beliebtheit, die die Gattung Oper in allen, also auch den wenig gebildeten und musikalisch „feinsinnigen“ Schichten der Bevölkerung Neapels genoss. Ähnlich wie bei einem Volkslied gibt es zahlreiche kleine Abweichungen melodischer und rhythmischer Natur in den überlieferten Versionen.

Die eindringliche Schlichtheit der Melodie war für die Sänger des 18. Jahrhunderts nicht zuletzt deswegen attraktiv, weil das damalige Musizierideal dem Interpreten die improvisatorische und virtuose Auszierung des vorgegebenen Materials im Sinne des Belcanto nicht nur erlaubte, sondern sie geradezu verlangte.
Die Zuordnung zum Stil der Neapolitanischen Schule, die für die Zeitgenossen außer Frage stand und von erheblicher Bedeutung bei der Identifikation des möglichen Komponisten war, ist allein anhand der Melodie jedoch nicht plausibel zu machen. Hierbei spielten offensichtlich die erwähnten und heute verlorenen „Äußerlichkeiten“ der Interpretation die ausschlaggebende Rolle.
Umgekehrt war es gerade die relative stilistische Ungebundenheit der Arie, die ihren Erfolg weit über das Ende der Barockmusik hinaus gewährleistete.

## Das Problem der Autorschaft
Musikverleger und -veranstalter scheuten lange davor zurück, ein so beliebtes Stück wie Tre giorni auf Notendrucken und Programmzetteln in sachlich angemessener, aber vom kommerziellen Standpunkt her wenig attraktiver Weise einem Anonymus zuzuschreiben. Es gibt mehrere pseudepigraphische Zuschreibungen, die allesamt auf argumentativ und musikhistorisch fragwürdigen Annahmen beruhen.

### Giovanni Battista Pergolesi

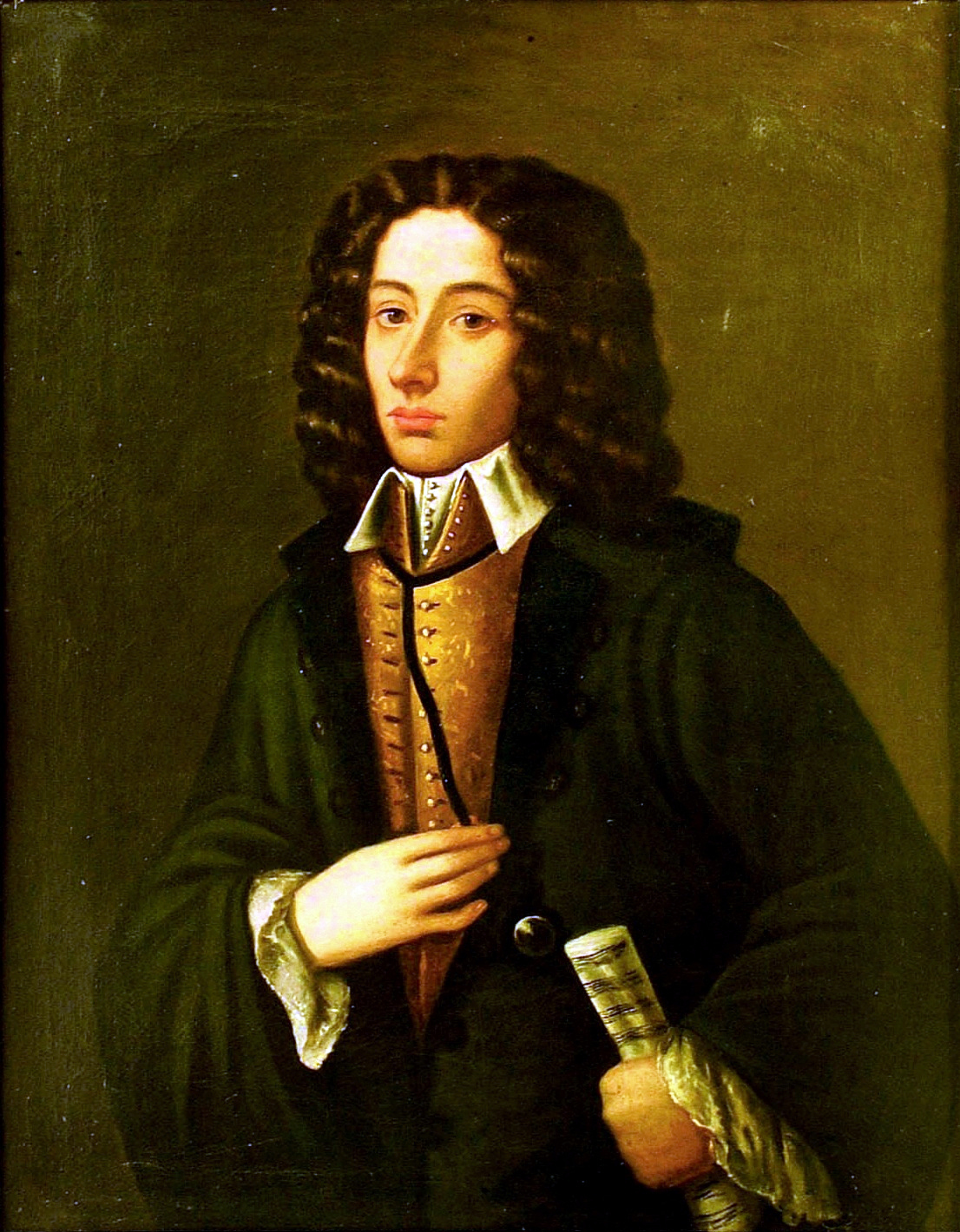
Idealisiertes Porträt Pergolesis

Die behauptete Autorschaft Pergolesis entbehrt jeder wissenschaftlich nachvollziehbaren Grundlage. Es gibt keine zeitgenössischen Quellen, die den Komponisten in irgendeiner Weise mit der Arie in Verbindung bringen.
Die Zuschreibung beruht im Wesentlichen auf zwei Faktoren: Zum einen ist dies der außergewöhnliche Nachruhm des Frühverstorbenen, der es mit sich brachte, dass sein Leben und seine künstlerischen Leistungen alsbald ins legendenhaft Verklärte idealisiert wurden. Als einer von ganz wenigen Musikern des italienischen Barock blieb er auf diese Weise späteren Generationen ein Begriff, die Zuschreibung von Tre giorni kann also unter Umständen auch weniger als absichtsvolle Täuschung, sondern eher als eine Art naiver Notbehelf oder eine praktische Auswirkung des „Matthäus-Prinzips“ gedeutet werden.
Zum anderen wird bei der Erörterung anderer möglicher Autoren immer wieder darauf hingewiesen, dass sie selbst beziehungsweise ihre in Frage kommenden Opern erst bekannt wurden, als Tre giorni sich allem Anschein nach bereits weiter Verbreitung erfreute.

### Vincenzo Legrenzio Ciampi
Vincenzo Legrenzio Ciampi (* 2. April 1719 in Piacenza, † 30. März 1762 in Venedig) war zu seiner Zeit ein recht erfolgreicher Instrumentalist und Komponist, der über die Grenzen Italiens hinaus bekannt war, vor allem als Verfasser von Opern, aber auch von Kammermusik und anderen Genres. Ciampi gilt vor allem deswegen als ursprünglicher Autor von Tre giorni, weil seine 1749 entstandene Opera buffa I tre cicisbei ridicoli die Arie sinnvoll in den dramaturgischen und erzählerischen Ablauf der Handlung einbaut, was bei den übrigen Bühnenwerken, die das Stück verwenden, in dieser Weise nicht gesagt werden kann.
Zweifel an Ciampis Autorschaft rühren hauptsächlich daher, dass er selbst (wie seine biographischen Daten ja auch nahelegen) keinesfalls zur neapolitanischen, sondern vielmehr zur venezianischen Komponistenschule zu rechnen ist.

### Giovanni Paisiello

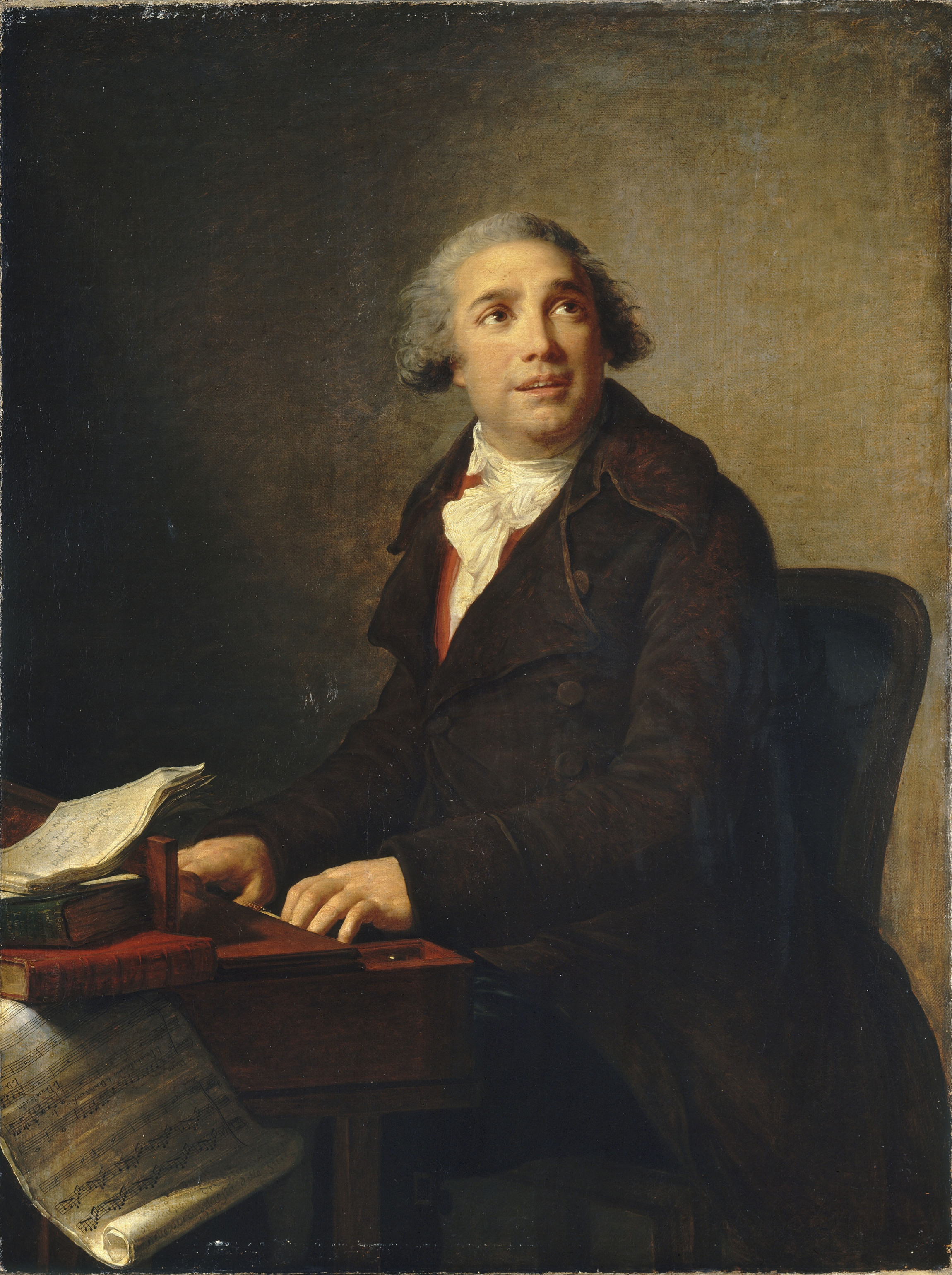
Paisiello am Cembalo, mit der Partitur von Nina, o la pazza d'amore,
Gemälde von Élisabeth Vigée-Lebrun, 1791

Giovanni Paisiello kann gleichfalls nur auf oberflächlichste Weise mit der Arie in Verbindung gebracht werden. Gegen seine Urheberschaft sprechen allein schon die biographischen Gegebenheiten, da der 1740 Geborene das Stück bereits im frühesten Kindesalter verfasst haben müsste, wofür es keinerlei Indizien gibt (Paisiello nahm seine musikalische Ausbildung erst als Jugendlicher ernsthaft auf). Paisiellos Oper Nina, o la pazza d'amore greift auf die Melodie von Tre giorni als Zitat zurück, weil die Namensgleichheit der Protagonistinnen dies nahelegt, ebenso kann unterstellt werden, dass der Komponist auf diese Weise einer gewissen Erwartungshaltung seitens des Publikums gerecht wurde.

### Rinaldo di Capua
Rinaldo di Capua (* um 1705; † um 1780) galt zu seiner Zeit ebenfalls als respektierter Vertreter der neapolitanischen Oper. Seine Zingara aus den 1750er-Jahren scheint Tre giorni in ähnlicher Weise wie später Paisiello zitierend aufzugreifen.
Die Kenntnis von Rinaldos Werk ist im Detail jedoch noch zu unvollständig, um genauere Aussagen zuzulassen. Zumindest scheint beim heutigen Kenntnisstand nichts ausdrücklich dafür zu sprechen, dass es sich bei Rinaldo um den eigentlichen Komponisten der Arie handelt.

## Wirkungsgeschichte

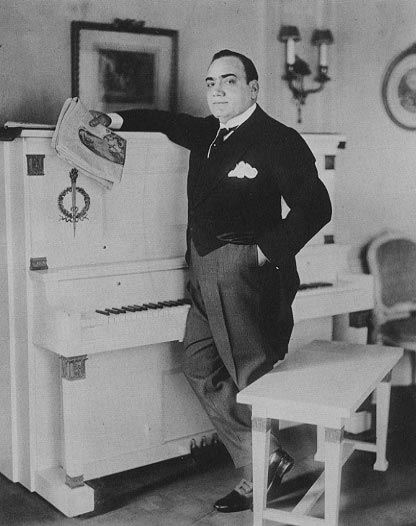
Enrico Caruso

In allererster Linie blieb Tre giorni durch das gesamte 19. und 20. Jahrhundert hindurch als Bravourstück für Tenöre im Repertoire erhalten. Zu den zahllosen Interpreten gehören neben Enrico Caruso auch Luciano Pavarotti, Alfredo Kraus oder Plácido Domingo.
Der musikalische Charakter des Stückes, also die mit ihm verbundene suggestive und doch vage Italianità sowie der sentimentale Gehalt der erzählten Geschichte brachten es auch mit sich, dass die im 19. Jahrhundert aufkommende bürgerliche Salonmusik sich der Arie als Vorlage für instrumentale Bearbeitungen annahm.
Die Schlichtheit der ursprünglichen Melodie sowie ihr sanglicher Charakter regten viele Arrangeure an; beliebte Instrumente waren und sind hauptsächlich das Klavier und das Violoncello. Die Spannbreite der technischen Schwierigkeit reicht dabei von technisch sehr einfachen Sätzen, die für Schüler konzipiert sind, bis hin zu brillanten Interpretationen für Virtuosen.
Tre giorni verwendet melodische Mittel, die im weiteren Verlauf der Musikgeschichte immer wieder aufgegriffen wurden. Dazu gehören insbesondere das prägnante Seufzermotiv der ersten Takte und das ebenso auffällige Fanfarenmotiv (an der Textstelle Pifferi, cimbali, timpani). Dieser Umstand hat dazu geführt, dass die Arie in assoziativer Weise als direkte Vorlage verschiedenster späterer Werke benannt worden ist. Kritischer Überprüfung halten solche postulierten „Abstimmungslinien“ in den seltensten Fällen stand, trotzdem wird gerade in Italien selbst in eher feuilletonistischem Kontext – also etwa CD-Booklets, Zeitschriftenartikeln oder Rundfunkmoderationen – bei international besonders beliebten Musikstücken immer wieder der Versuch gemacht, sie als Plagiat ursprünglich italienischer Vorlagen zu „entlarven“.